# 禿髪烏孤
禿髪 烏孤（とくはつ うこ）は、五胡十六国時代の南涼の初代王。

## 生涯
禿髪思復鞬の子として生まれる。父の時代までにすでに勢力を蓄えていたが、烏孤は諸勢力を次々と破って勢力を拡大する。主君である後涼の皇帝・呂光は烏孤の勢力拡大を恐れ、河西鮮卑大都督・広武県侯の官位を与えることで妥協しようとしたが、烏孤はこれに応じず、397年には大都督・大将軍・大単于・西平王を自称して独立した。これが南涼の正式な起源である。
烏孤はその後も勢力を拡大していったが、399年に酒に酔ったまま乗馬していたときに落馬してしまい、それが原因で死去した。後を弟の禿髪利鹿孤が継いだ。
死の寸前、「呂光様を喜ばせてしまったな」と述べたとされている。かつての主君・呂光も同年のうちに死去している。

## 宗室

### 父
- 禿髪思復鞬

### 弟
- 禿髪利鹿孤
- 禿髪傉檀
- 禿髪奚于
- 禿髪吐雷
- 禿髪倶延
- 禿髪文支
- 禿髪文真

### 従弟
- 禿髪替引
- 禿髪洛回

### 子
- 禿髪羌奴
- 禿髪樊尼
- 禿髪赴単